# 砂絵
砂絵（すなえ）とは、砂を使用して描いた絵。

## 大道芸としての砂絵
江戸時代まで砂絵は、リクエストに応じて砂絵を描く願人坊主の大道芸、また豊作を願い砂で吉祥文様を描く伝統行事が存在した 
。

## 銭形砂絵

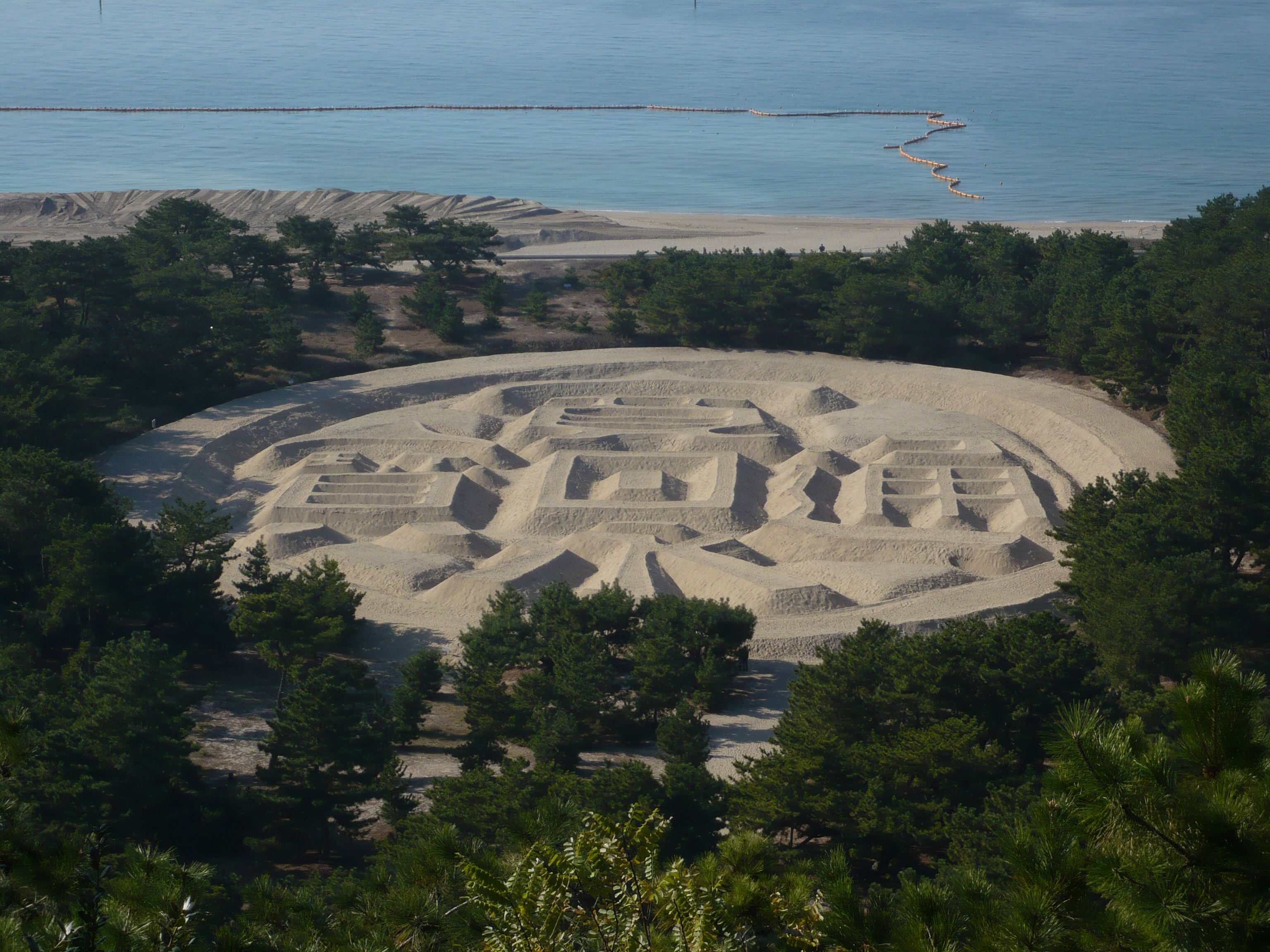
銭形砂絵

江戸時代から続く砂絵としては、香川県観音寺市の寛永通宝を模した銭形砂絵が巨大で有名。

### コーラム

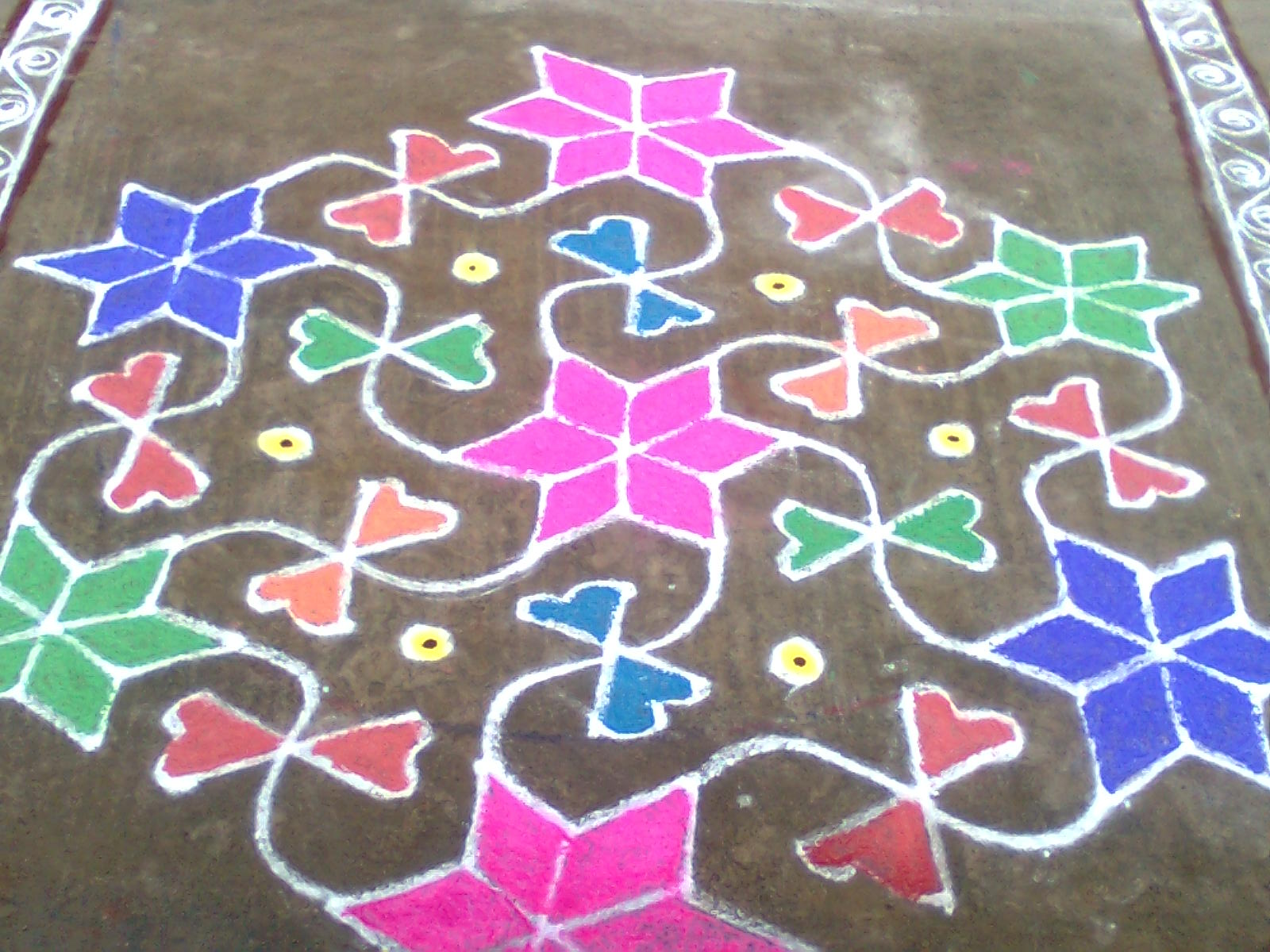
コーラム

インドで女性が庭などに描く砂絵。元来は米粉、小麦粉（蟻や鳥に奉じる意味）、今日では着色した岩粉、あるいは石灰を使用して吉祥文様を描く。描かれる模様は、幾何学模様や花模様など多岐にわたる。
結婚式など、慶事の際には路面を覆うほどの大きなものが、女性たちの手で作成される。
人がコーラムの上を歩くなどして壊されると、良いことが起きるとされている。
コーラムを描くことは花嫁修業の一つとされ、描かれる模様は母親から娘へと伝えられるため、各家庭ごとに特色があったが、都市部ではこの伝統が廃れている。そのため、文様を保存しようという動き（競技会など）がある。
タミル地方ではコーラム (w:Kolam)、マディヤ・プラデーシュ州、ラジャスタン地方ではマンダナ (Mandana)、ベンガル地方ではアルポナ (Alpana)、ウッタル・プラデーシュ地方ではチョウクプラーナ (Chowkpurana)、カルナータカ州カンナダ語、グジャラート地方,およびマハラシュトラ地方ではランガヴァリ(Rangavalli)、アーンドラ・プラデーシュ州テルグ語ではムッグル(Muggulu), インド全体、特に北部ではランゴリ(w:Rangoli)等と呼ばれている。

### 砂曼荼羅
チベット密教では、瞑想を行いながら曼荼羅（砂曼荼羅）を描くという修行が存在する。
土の上に金属の漏斗を使用して着色した石英の粉を少しずつ撒き、曼荼羅を描く。完成した曼荼羅は一定の手順に従って壊し（破檀）、使用した砂を川に流す。作成から川に流すことまでが修行とされている。

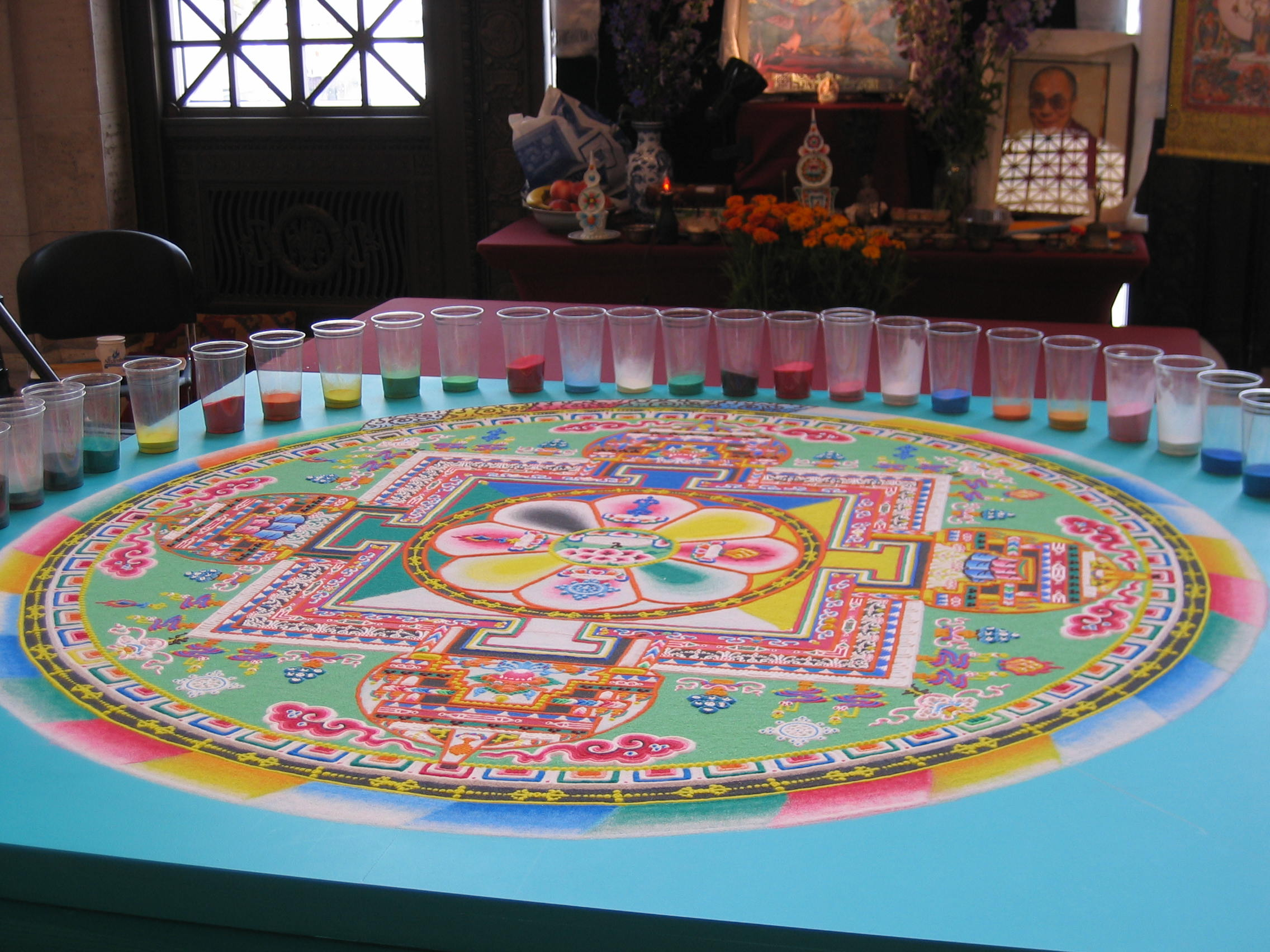
砂曼荼羅

### イカー

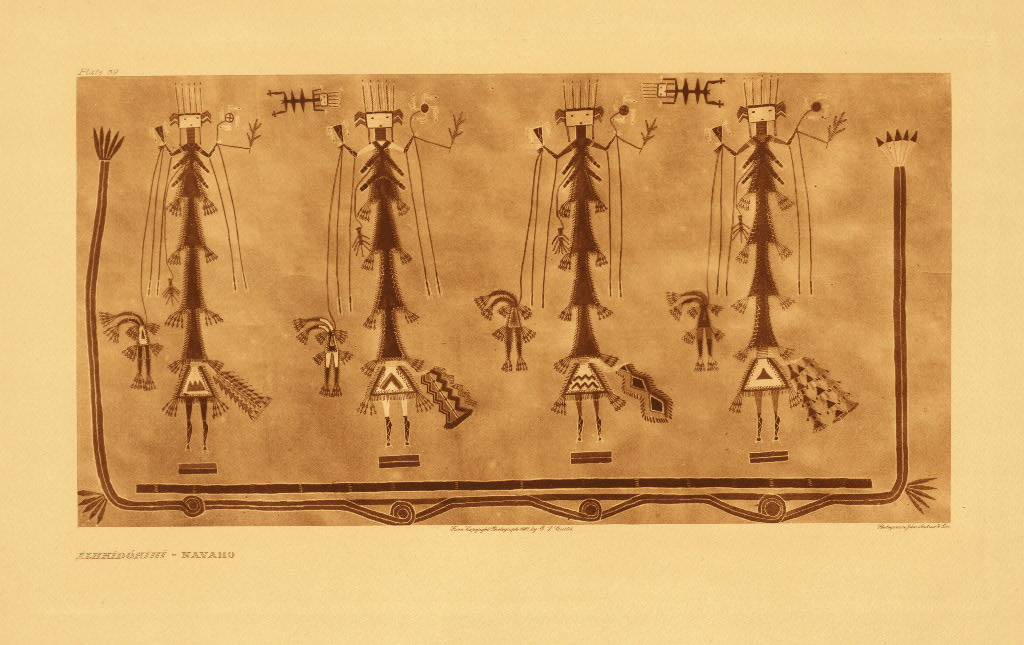
ナバホ族の砂絵

ナバホ族のメディスンマン（祈祷師／民間治療家）が病気などの治療の際に、砂絵を描く儀式が存在する。
色のついた石を砕いて作った砂や、土を使用して模様を描く。砂に着色は行われず、希望の色の石が手に入らない場合はトウモロコシの粉や乾燥した花を代用にする。
病人のトーテム（守り神）にちなんだ意匠を描く。砂絵は比較的短時間で作成され、破壊される。
チベットの砂曼荼羅と同様に、砂絵を破壊することで儀式が完成する。
砂絵は芸術性が高く人気があるため、商業目的で作られたものがみやげ物として販売されている。中でも「グラスサンドアート」は、1770年頃にはスー族が、毛布の模様の三角や四角を真似て砂漠の砂でデザインしたものを、白人の捨てた薬の小ビンに詰めて売ったのがルーツである。これがヨーロッパに伝わり、観葉植物を入れるガラスの容器にサンドアートされて飾られるようになった。

### メキシコ

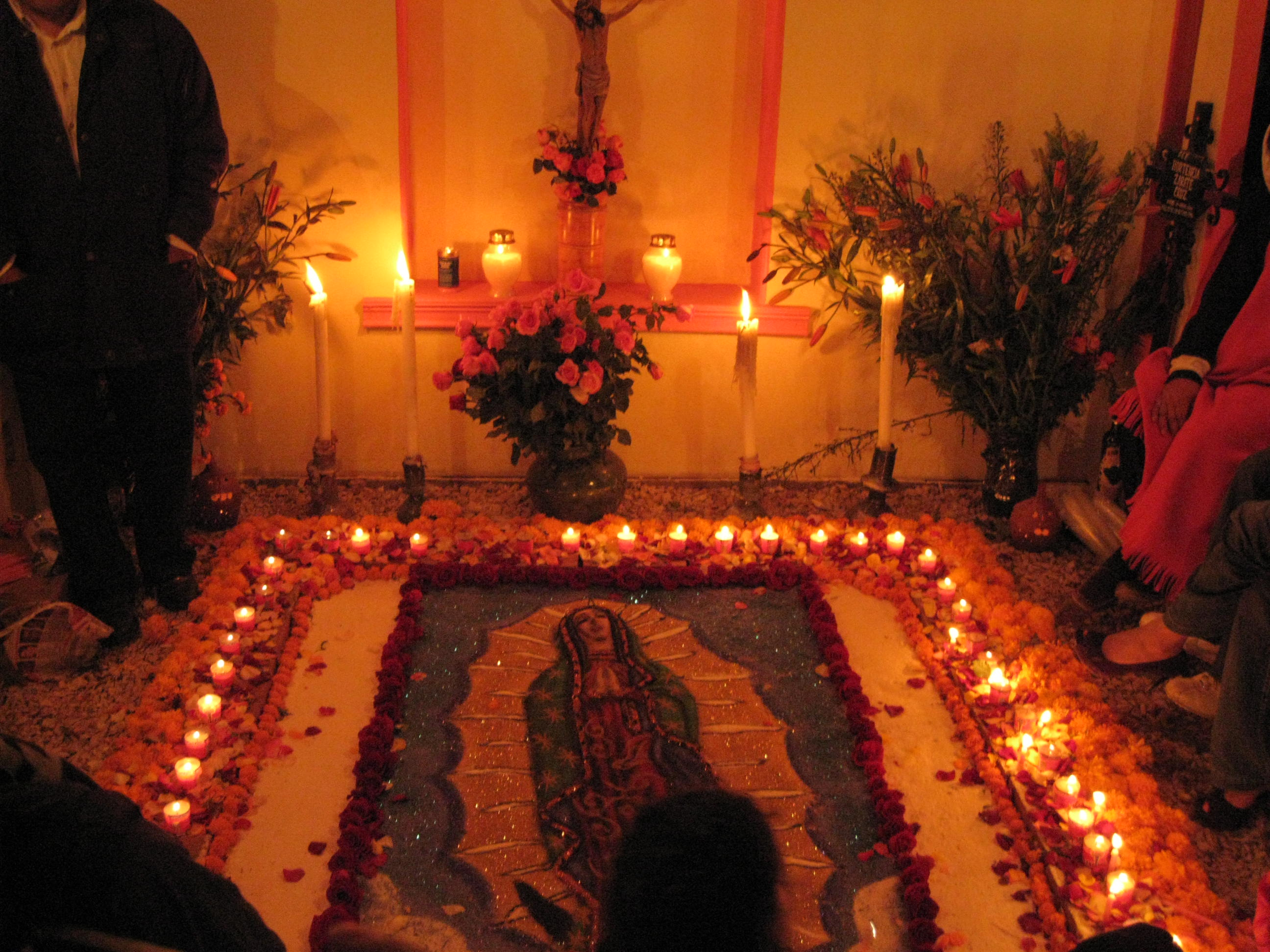
メキシコ、死者の日の砂絵

メキシコでは死者の日に砂絵で祭壇や墓地を飾る。デザインはカトリック色の強いものとガイコツを基調にしたものが好まれる。マリーゴールドなどの花やキャンドルも頻繁に使用される。

### ソナ、ニタス
文字通り砂地に、棒で曳いて描いた絵で、ソナ(Sona。特に一筆絵『Lusona』)は アンゴラ・コンゴ民主共和国国境のTchokwe族により、経路を示したり、動物を表す。ニタス(Nitus)はバヌアツで航路などを表す。一筆巡回紋様であるところはコーラムに似ている。

### バヌアツの砂絵
約82の群島からなるバヌアツ共和国には、古来より各島々の部族との通信・伝達手段として、また民族儀式や記録手段として継承されてきた砂絵が残る。砂や火山灰、粘土の上に、砂絵に対する造詣が深い熟練者により、一本の指先で一筆書きで描かれる幾何学模様である。幾何学模様の部分ごとに意味する意図があり、解読する側もまた模様に対する幅広い造詣が求められる。「バヌアツの砂絵（Vanuatu Sand Drawings）」は、2003年に世界無形文化遺産に登録された。